# Sonoko Chiba
Sonoko Chiba (千葉 園子, Chiba Sonoko, Osaka, 15 juni 1993) is een Japans voetbalster die als middenvelder speelt bij AS Harima Albion.

## Carrière

### Clubcarrière
Chiba begon haar carrière in 2014 bij AS Harima Albion.

### Interlandcarrière
Chiba maakte op 2 juni 2016 haar debuut in het Japans vrouwenvoetbalelftal tijdens een vriendschappelijke wedstrijd tegen de Verenigde Staten. Ze heeft vijf interlands voor het Japanse elftal gespeeld.

## Statistieken
| Japans vrouwenvoetbalelftal | Japans vrouwenvoetbalelftal | Japans vrouwenvoetbalelftal |
| Jaar                        | Wed.                        | Dlp.                        |
| --------------------------- | --------------------------- | --------------------------- |
| 2016                        | 3                           | 0                           |
| 2017                        | 2                           | 0                           |
| Totaal                      | 5                           | 0                           |